# Викторовка (Березанский район)
Викторовка (укр. Вікторівка) — село в Березанском районе Николаевской области Украины.
Население по переписи 2001 года составляло 307 человек. Почтовый индекс — 57415. Телефонный код — 5153.

## Местный совет
57464, Николаевская обл., Березанский р-н, с. Лиманы, ул. Школьная, 35